# Parc Exotica
Le parc Exotica est un jardin botanique de l'île de La Réunion, département d'outre-mer français dans le sud-ouest de l'océan Indien. Il est situé à Saint-Pierre, commune du sud-ouest de l'île mais il est fermé au public depuis décembre 2013

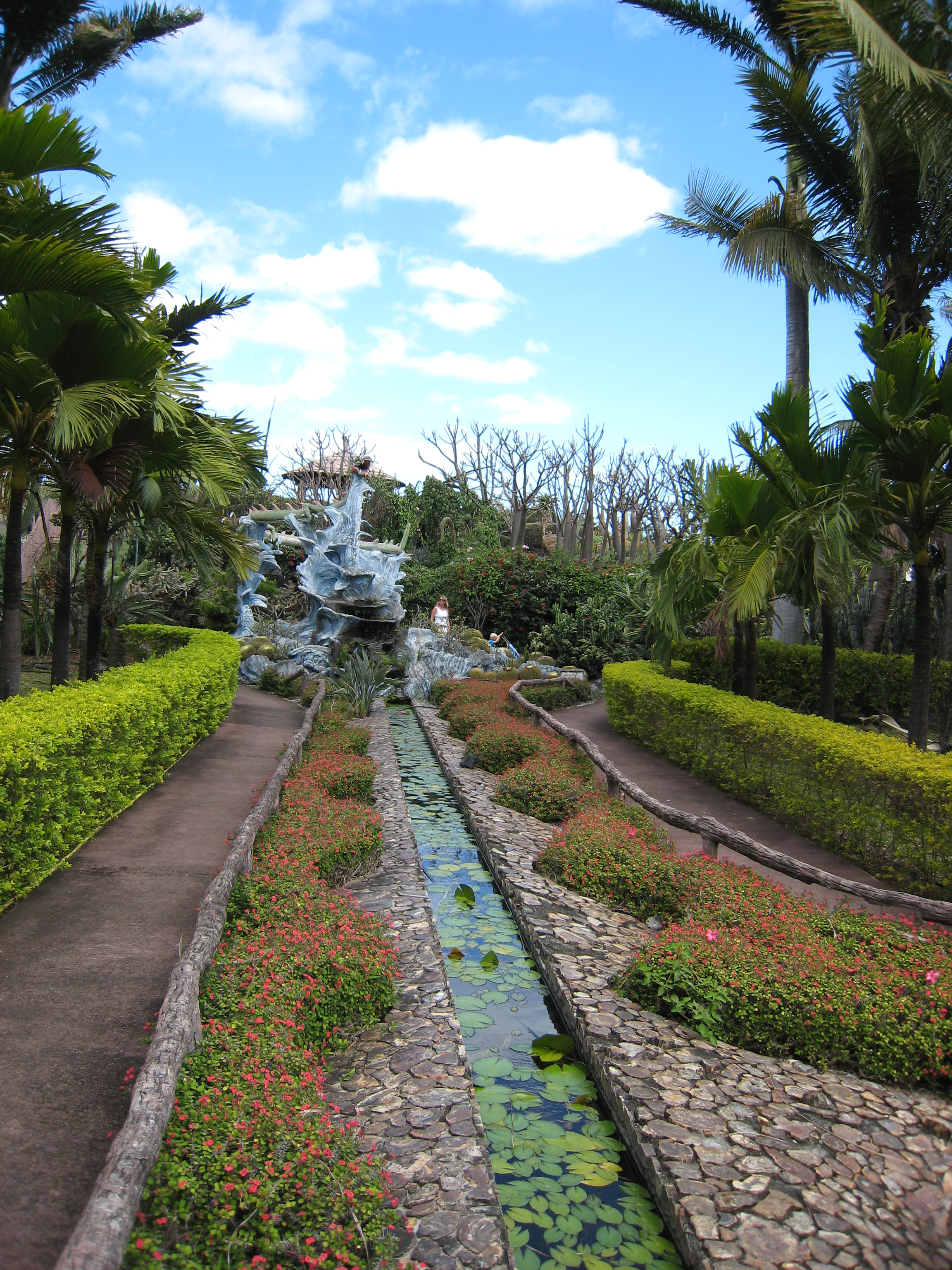
Allée du parc Exotica

 et semble à l'abandon.